# Station Praha-Braník
Station Praha-Braník is een spoorwegstation in de Tsjechische hoofdstad Praag. Het station ligt in de wijk Braník en biedt verbindingen met onder andere het hoofdstation van Praag en gebieden ten zuiden van de stad. De enige spoorlijn die het station aandoet is lijn 210. Bij het station is een tramhalte van tramnetwerk van Praag gelegen.
Het station werd gebouwd in het jaar 1882.